# Ghroth
Ghroth, även kallad "Som passerar i mörkret" (Whom Passeth in Darkness) och "Bringaren" (The Harbinger), är en fiktiv gudalik varelse skapad av Ramsey Campbell.
Ghroth är en yttre gud (Outer God) i Cthulhu-mytologin. Varelsen liknar en liten, rostfärgad planet eller måne med ett gigantiskt rött öga som kan stängas för att undvika upptäckt. Ghroth färdas genom universum sjungandes på en sirensång, "Sfärernas musik" (Music of the Spheres). Varje stor äldre (Great Old One) eller yttre gud (Outer God) vaknar av sången om Ghroth far förbi planeten där de slumrar. Detta resulterar ofta i att allt liv på planeten dör ut eller till och med att själva planeten förstörs.
Ghroth tros vara ansvarig för det periodiska utdödandet av 90 procent av jordens liv, inklusive dinosauriernas utplånande. Varelsen kan även ha förstört planeten Shaggai, där de insektsliknande shanerna (The Shan) levde. På grund av detta kallas även Ghroth "Nemesis" eller "Dödsstjärnan" (Death Star).
Ghroth dök först upp i Ramsey Campbells novell "The Tugging".